# 1,1,2,2,3,3-Hexacloropropà
L'1,1,2,2,3,3-hexacloropropà és un compost orgànic format per àtoms de clor, hidrogen i carboni amb la fórmula estructural: Cl2HC−CCl2−CCl2H. La seva molècula es pot descriure com la de propà amb àtoms de clor que substitueixen sis àtoms d'hidrogen, dos per cada carboni.

## Propietats
És un líquid a temperatura ambient. La seva massa molar és de 250,8 g/mol i té una densitat d'1,7 g/cm3. La seva temperatura d'ebullició és de 230,1 °C quan està sotmès a 1 atmosfera. El seu volum molar és de 147,2 cm3 i la pressió de vapor és de 0,1±0,4 mmHg quan està a una temperatura de 25 °C.

## Usos
L'1,1,2,2,3,3-hexacloropropà és un hidrocarbur clorat que s'ha utilitzat àmpliament com a intermedi químic per a diverses reaccions.

## Toxicitat
L'1,1,2,2,3,3-hexacloropropà està classificat com un compost perillós per irritació cutània. A més a més, les declaracions de perill per part de GHS li atribueix diverses advertències: nociu per ingestió; provoca irritació de la pell, irritació ocular greu, irritació respiratòria; i nociu per als organismes aquàtics amb efectes duradors.